# Johann II. von Trautson

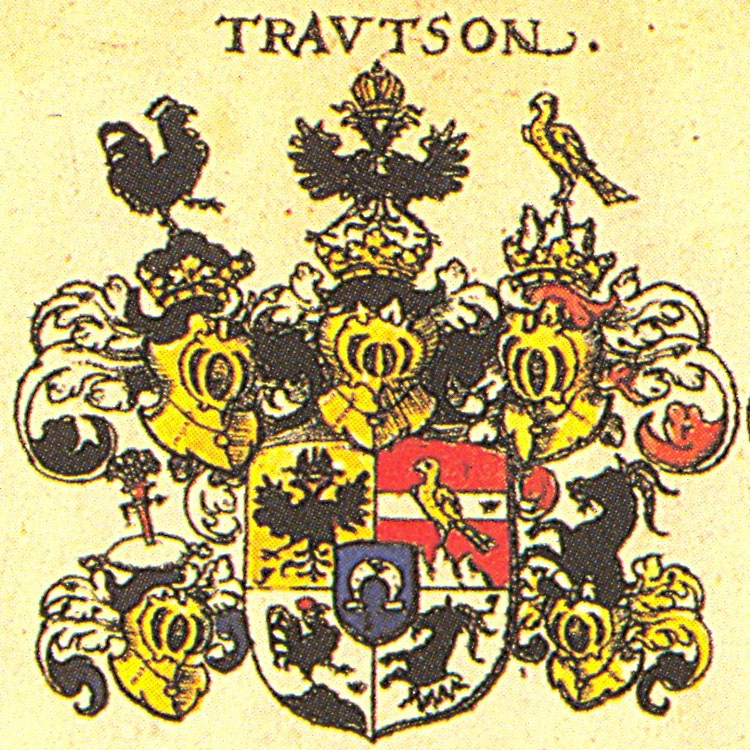
Wappen der Grafen von Trautson. Das Wappen Johann II. war einfacher: Es war viergeteilt: 1 und 4 zeigten das Stammwappen (ein silbernes Hufeisen in Blau) und in den Feldern 2 und 4 den schwarzen Hahn derer von Matrei

Johann II. von Trautson († 15. Februar 1531) war ein Tiroler Adliger, Ritter, Herr auf Schloss Trautson (in der Gemeinde Reifeneck), Schloss Sprechenstein, Matrei am Brenner, Schloss Bidenegg und Schrofenstein, war erzherzoglich österreichischer, dann königlicher Rat und seit 1531 Oberst-Erblandmarschall von Tirol und Stammvater der späteren Freiherren, Grafen und Fürsten von Trautson.

## Herkunft

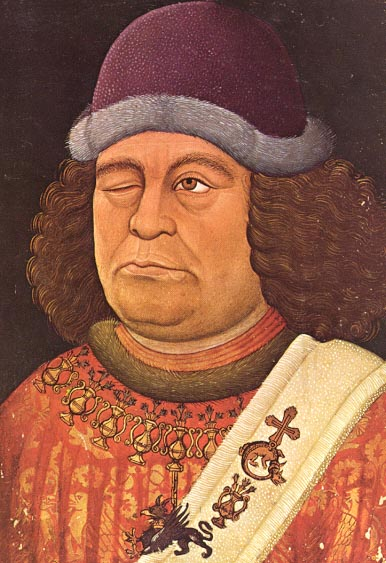
Oswald von Wolkenstein – Porträt aus der Innsbrucker Handschrift von 1432 (Liederhandschrift B)

Johann II. von Trautson stammte aus der Familie Trautson, die zum Tiroler Uradel zählt, da der älteste Stammvater, Swigger von Reichenberg, und sein Sohn Chunrad von Trautson bereits 1164 urkundlich auftraten und deren Nachkommen seit dem 12. Jahrhundert als Ministerialen der Grafen von Tirol tätig waren.
Seit 1369 besaßen sie auch Schloss und Herrschaft Matrei in der Gemeinde Mühlbachl im Wipptal als Erbe der Herren von Matrei.
Der Vater von Johann II. war Paul Sixt I. von Trautson, Ritter, Landmarschall in Tirol, Herr auf Reifeneck und Sprechenstein, kaiserlicher Feldhauptmann, 1499 Viertelhauptmann im oberen und unteren Inntal. Er nahm 1508 am Feldzug von Maximilian I. gegen die Republik Venedig teil, kommandierte dabei 1300 Mann, unterlag jedoch den Venezianern und fiel in der Schlacht bei Pieve di Cadore (heute in der Provinz Belluno, Italien). Am 10. März 1508 wurde er enthauptet.

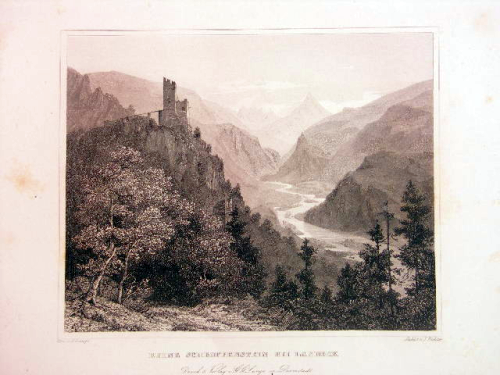
Ruine Schrofenstein um 1850

Die Mutter von Johann II. von Trautson war Dorothea von Schrofenstein, deren Familie bereits 1228 die Burg Schrofenstein besaß. Sie war die Erbtochter des Ritters Oswald von Schrofenstein und der Praxedis Freiin von Wolkenstein aus dem Haus Trostburg.
Über die Schwester seiner Mutter, Katharina von Schrofenstein, war Johann II. von Trautson mit deren Ehemann Georg von Frundsberg (1473–1528), dem „Vater der Landsknechte“ verschwägert, der als einer der wichtigsten Infanterietaktiker seiner Zeit gilt.

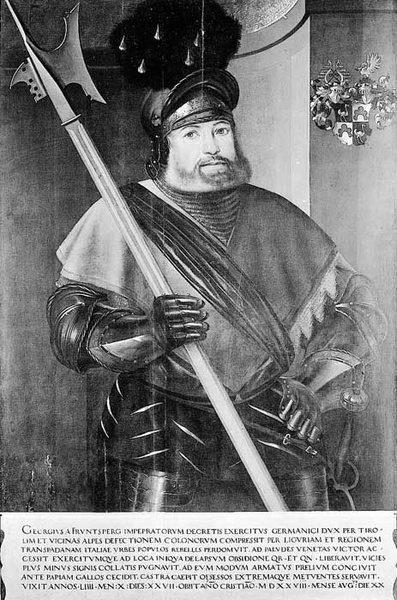
Georg von Frundsberg, porträtiert von Christoph Amberger

Durch seine mütterliche Großmutter Praxedis Freiin von Wolkenstein war Johann II. von Trautson Nachkomme eines nicht weniger berühmten Mannes, nämlich des Abenteurers, Sängers, Dichters und Politikers Oswald von Wolkenstein (circa 1377–2. August 1445), der als der letzte Minnesänger angesehen wird.

## Leben
Johann II. von Trautson hatte von seinem Vater die Schlösser Reifeneck und Sprechenstein (in der Gemeinde Freienfeld im Südosten des Sterzinger Talkessels in Südtirol) geerbt. Er wurde 1513 Landmarschall und 1522 Oberst-Erblandmarschall der Gefürsteten Grafschaft Tirol und königlicher Rat.
Er spielte unter Kaiser Maximilian I., der in Tirol eine zeitgemäße Landesverwaltung aufbaute, gerne und oft in Innsbruck weilte, eine wichtige landespolitische Rolle, die er auch unter den nachfolgenden Landesherren – insbesondere unter Erzherzog Ferdinand I. von Österreich – erfolgreich fortsetzen konnte.
In der Jugendzeit Trautsons kam es zu einer Änderung der internen Aufteilung der Herrschaftsbereiche des Hauses Österreich, da 1490 Erzherzog Siegmund „der Münzreiche“ von Österreich 1490 auf seine Herrschaft in Oberösterreich (d. h., das damalige Tirol und die habsburgischen Vorlande) verzichtete, wodurch dieses an die Hauptlinie des Hauses Habsburg fiel. Tirol, das bisher der Herrschaftsbereich einer Nebenlinie der Habsburger war, wurde dadurch vorübergehend zum Mittelpunkt der habsburgischen Erbländer, da Innsbruck zur Residenz des römisch-deutschen Königs und späteren Kaisers Maximilian I. wurde.
Für den Tiroler Adel und damit auch für Johann II. von Trautson – der bisher als herzoglicher Rat primär mit regionalen Fragen beschäftigt war – öffnete sich damit die Gelegenheit, als Räte des neuen Landesfürsten auch in Angelegenheiten des Heiligen Römischen Reiches – und damit der „internationalen Politik“ – Einblick und Einfluss zu gewinnen.
Er erwarb die Herrschaft Schrofenstein durch seine Ehe mit der Erbin des uradeligen Geschlechtes der Herren von Schrofenstein (heute Burgruine in der Gemeinde Stanz bei Landeck im Tiroler Oberland) und zählte auf Grund seiner Besitzungen und Ämter zu den angesehensten Mitgliedern des Tiroler Adels. Er musste allerdings die Burg Matrei (heute Ruine im Gebiet der Gemeinde Mühlbachl im Wipptal in Tirol), die seit 1369 im Besitz seiner Familie war, 1502 wegen ihrer strategischen Lage – sie beherrschte den Weg zum Brennerpass und damit nach Italien – an Kaiser Maximilian I. verkaufen, übergab sie jedoch erst 1514. Er behielt jedoch die benachbarte Burg Raspenbühel (heute ebenfalls Ruine in der Gemeinde Mühlbachl) und die Feste Sprechenstein und das mit dieser Burg verbundene Amt des Landmarschalls.
Im Jahre 1516 wurde Trautson von Kaiser Maximilian I. zum Hauptmann des „Viertels am Eisack“ ernannt, lebte aber vorzugsweise im Schloss Bidenegg (Gemeinde Fließ, Bezirk Landeck), dem Schloss der Familie seiner Frau, die dort ihre Jugend verbracht hatte.

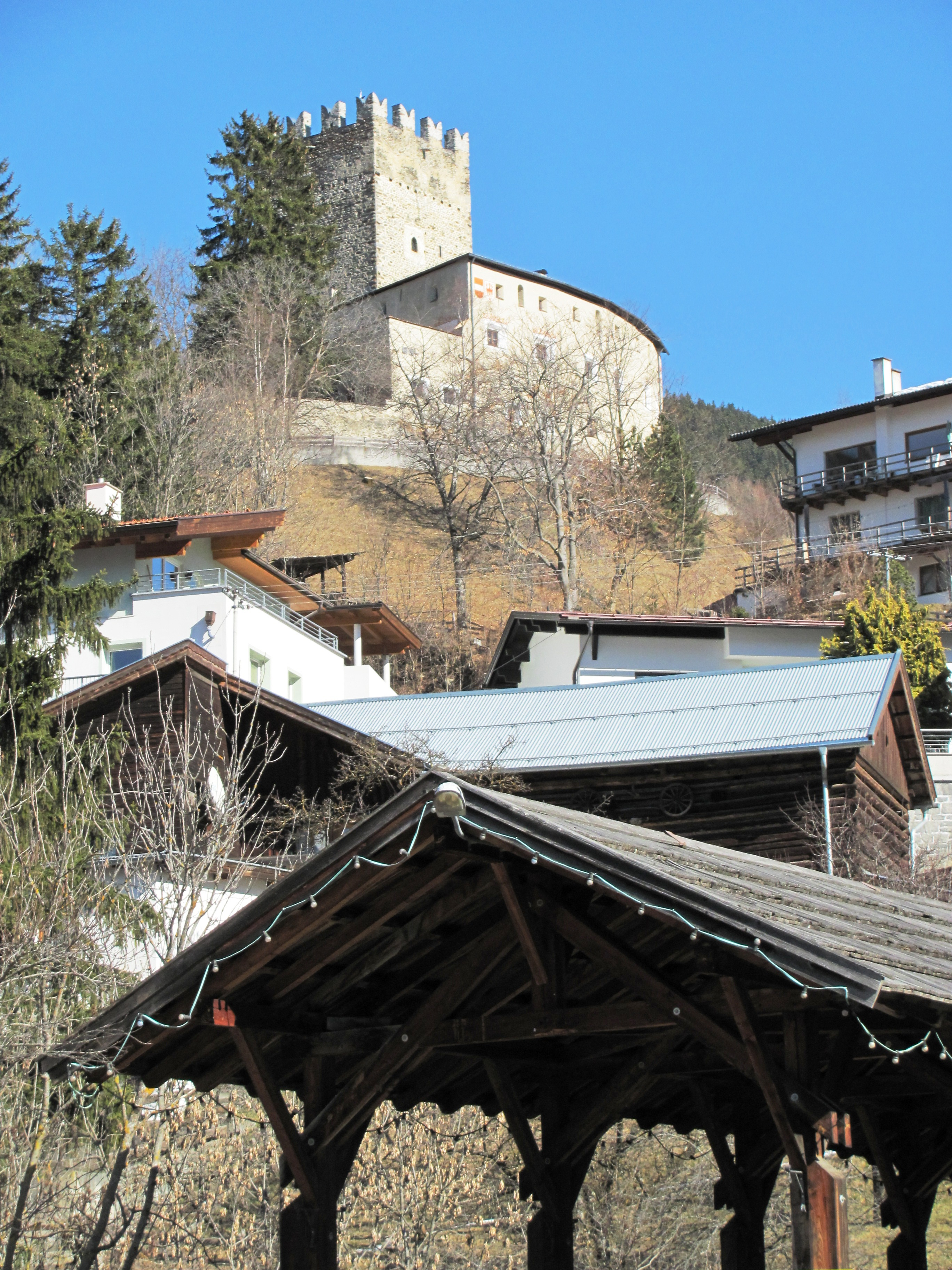
Burg Bidenegg

1523 beteiligte sich Trautson am Ausbau der Pfarrkirche von Fließ und schenkte ihr den mit seinem Wappen geschmückten Taufstein.
Er nahm sich auch der Gruftkapelle der Familie von Trautson in der Kirche von Stift Wilten an und ließ dort einen Altar im Stile der damals aufkommenden Renaissance errichten. Er ließ sich dort im Stifterbild mit seiner Frau, seinem Sohn Johann III. von Trautson und seinen sechs Töchtern darstellen. Nach seinem Ableben wurde vor diesem Altar sein Hochgrab errichtet, das jedoch nicht mehr vorhanden ist. Nur in einer sehr allgemein gehaltenen Platte in der Kapelle wird der „cinera et ossa“ („der Aschen und Gebeine“) der Herren von Trautson zu Matrei gedacht.
Johann II. folgte seinem Vater, der als Feldherr im Dienst von Kaiser Maximilian I. gefallen war, in dessen Funktion als königlicher Rat und Feldherr nach, erlebte in jungen Jahren die Erweiterung des Landes Tirol durch den Erwerb der bisher bayrischen Ämter Kitzbühel, Kufstein und Rattenberg durch Kaiser Maximilian I.
Nach dessen Tod folgte Kaiser Karl V. 1519 bis 1521 als Landesherr von Tirol, der jedoch ebenso wie dessen Bruder Erzherzog Ferdinand I. von Österreich, der von 1521 bis 1564 als Landesherr folgte, erheblich weniger Interesse an Tirol zeigte als sein Großvater Maximilian I.
Im Jahre 1525 geriet Tirol in den Sog der deutschen Bauernkriege. Der Aufstand in Tirol wurde von Michael Gaismair angeführt. Die Tiroler Stände verlangten aus diesem Anlass, dass die Landesverwaltung Tirolern übertragen wird, woran Trautson als aktives Mitglied des Bundes der Tiroler Adeligen beteiligt war. Dieser Bauernaufstand wurde allerdings schon nach zwei Monaten niedergeschlagen. Nachrichten über eine allfällige aktive Beteiligung Trautsons an diesbezüglichen militärischen Aktionen sind nicht bekannt.
Die Reformation breitete sich damals in Tirol aus, wobei auch viele „Täufer“, Anhänger einer radikalreformatorisch-christlichen Bewegung, auftraten, von denen der aus dem Pustertal stammende Jakob Hutter (um 1500–1536) um 1526 die Bewegung der Hutterer gründete. König Ferdinand I. erklärte angesichts des Anwachsens der Bewegung in Tirol, dass man derartige „verführerische Lehren und ketzerische Sekten“ keineswegs dulden werde, und befahl ihre Verfolgung. Bald darauf rief er die Jesuiten unter der Führung von Petrus Canisius zur Durchführung der Gegenreformation ins Land und ließ eine katholische Lateinschule errichten. Hutter wurde schließlich zum Feuertod verurteilt und starb am 25. Februar 1536 auf dem Scheiterhaufen in Innsbruck vor dem Goldenen Dachl. Seine Frau konnte zunächst flüchten, wurde jedoch später gefasst und 1538 auf der Burg Schöneck hingerichtet. Laut der Hutterischen Chronik richtete man allein in Tirol insgesamt 360 Täufer hin. Er gibt keine Hinweise darauf, dass Trautson persönlich in diese Verfolgungen involviert gewesen wäre.
Trautson bewährte sich jedoch offensichtlich als königlicher Rat, da er 1531 von König Ferdinand I. mit dem Amt der Oberst-Erbmarschalls der Gefürsteten Grafschaft Tirol belehnt wurde. Dieses hohe Amt konnte er jedoch kaum mehr ausüben, da er bald darauf am 15. Februar 1531 in Innsbruck verstarb. Er wurde in der von ihm verschönerten Familienkapelle der Familie im Stift Wilten (im Süden von Innsbruck) begraben.

### Ehe und Nachkommen
Johann II. von Trautson vermählte sich nach 1500 mit Maria von Sigwein, der Erbtochter des Ritters Johann von Sigwein auf Schloss Bidenegg in der Tiroler Gemeinde Fließ und der Sophia von Rindsmaul a. d. H. Kronberg.
Kinder
- Johann III. von Trautson, Freiherr zu Sprechenstein (* um 1507 in Tirol; † 29. Dezember 1589 in Prag), ⚭ 1531 Brigitta Maria Susanna Freiin von Madruzzo († 27. April 1576 in Wien), Tochter des Freiherren Giangaudenzo (Johann Gaudenz) von Madruzzo, Herr zu Castel Madruzzo, Nanno, Castel Toblino etc. und der Eufemia Freiin von Sparrenberg, auf Pradell und Villanders.
- Eleonora von Trautson († 22. August 1566 in Wien, begraben in der Michaelerkirche), Obersthofmeisterin der Erzherzogin Eleonore von Österreich (1534–1594) – einer Tochter von König Ferdinand I., die ab 1561 als Gemahlin des Guglielmo Gonzaga (1538–1587) Herzogin von Mantua war.

⚭ 1.) 1526 Franz von Breisach auf Katzenzungen († 1534), Ritter
⚭ 2.) 1535 Georg d. J. von Herberstein, Freiherrn zu Neuberg und Gutenhag, Pfandinhaber der Herrschaften Falkenstein und Freienstein († 16. September 1560)
- Barbara von Trautson ⚭ Johann von Werneck
- Katharina von Trautson ⚭ Franz Freiherr von Gradenegg († 1575)
- Anna von Trautson († 1559, begraben in der Domkirche zu Laibach);

⚭ 1. Wilhelm von Villanders († 1547)
⚭ 2. Johann von Egkh und Hungersbach († 22. Mai 1579 in Laibach)
Zwei Töchter starben jung und unverheiratet.